# Lyle Williams

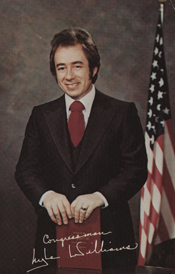
Lyle Williams

Lyle Williams (* 23. August 1942 in Philippi, West Virginia; † 7. November 2008 in Lordstown, Ohio) war ein US-amerikanischer Politiker der Republikanischen Partei. Vom 3. Januar 1979 bis 3. Januar 1985 war er Mitglied des Repräsentantenhauses der Vereinigten Staaten für den 17. und 19. Kongressdistrikt des Bundesstaates Ohio.

## Leben
Geboren wurde Williams in Philippi, er zog aber recht bald mit seinen Eltern nach Ohio. In North Bloomfield besuchte er die Schulen. Zwischen 1960 und 1968 war Williams Mitglied der United States Army Reserve. Nachdem er aus der Army ausgeschieden war, war er als Friseur tätig. Seine politische Laufbahn begann Williams zwischen 1970 und 1972 im Schulausschuss von Bloomfield. Von 1972 bis 1976 war er beim Trumbull County als Commissioner tätig.
Bei den Wahlen zum Repräsentantenhaus 1978 wurde er als Kandidat der Republikanischen Partei im 19. Wahlbezirk von Ohio gewählt. Diesen Bezirk vertrat er bis 1983, wechselte er für seine letzte Legislaturperiode, er wurde 1984 nicht wiedergewählt, in den 17. Bezirk. Nach seinem Ausscheiden aus dem Kongress war er in der Privatwirtschaft tätig.
Williams lebte zuletzt in Warren. Er war mit Nancy Peterson verheiratet und hatte gemeinsam mit ihr vier Kinder. Williams starb am 7. November 2008 an einem Herzinfarkt in Lordstown, dort wurde er auch beigesetzt.